# 北京税务博物馆
北京税务博物馆，位于北京市朝阳区北四环东路，是国家税务总局北京市税务局的直属事业单位。

## 简介
2005年，北京税务博物馆在普度寺创建，隶属于北京市地税局，是中国首家省级税务部门筹建的专业性博物馆。2009年，因普度寺的文物保护工作需要而暂停展览。2013年，经北京市地税局倡议，北京市地税局、北京市国税局、朝阳区人民政府、中央财经大学四家单位用两年时间完成北京税务博物馆的复建工作。2016年5月起免费向公众开放。
新建的北京税务博物馆位于太阳宫体育休闲公园旁边。展厅面积大约1400平方米。新建的该馆在开馆之初收藏有2941件文物，其中包括青铜器、铁器、陶器、货币、票据、契约等。镇馆之宝是一份清朝乾隆年间旗人转卖中铁匠胡同民房的契约。该馆为北京老字号税收文物辟有专门展陈空间，展出同仁堂、荣宝斋、瑞蚨祥、六必居等老字号的税票、账册等等。其中一把中华民国时期瑞蚨祥使用的尺子上写“驱除鞑虏、恢复中华、建立民权、拥护共和”字样。北京税务博物馆还制作了一面公园门票墙，展出391张北京公园门票的票样。